# Manzanilla
Manzanilla – gmina w Hiszpanii, w prowincji Huelva, w Andaluzji, o powierzchni 39,69 km². W 2011 roku gmina liczyła 2270 mieszkańców.